# فیلم‌شناسی ایم یون آه
ایم یون آه (کره‌ای: 임윤아؛ زادهٔ ۳۰ مه ۱۹۹۰) که بیشتر با نام هنری یونا شناخته می‌شود، خواننده و بازیگر اهل کره جنوبی است. او یکی از اعضای گروه دخترانهٔ گرلز جنریشن و زیر گروه گرلز جنریشن-اوه! جی‌جی است.

## فیلم
| سال  | عنوان                        | نقش           | توضیحات                    | منابع       |
| ---- | ---------------------------- | ------------- | -------------------------- | ----------- |
| ۲۰۱۲ | من هستم                      | خودش          | فیلم زندگی‌نامه‌ای اس‌ام تاون | [ ۱ ]       |
| ۲۰۱۵ | استیج اس‌ام‌تاون               | خودش          | فیلم مستند اس‌ام تاون       | [ ۲ ]       |
| ۲۰۱۷ | مأموریت محرمانه              | پارک مین یونگ | نقش مکمل                   | [ ۳ ] [ ۴ ] |
| ۲۰۱۹ | خروج                         | جونگ یی جو    | نقش اصلی                   | [ ۵ ]       |
| ۲۰۲۱ | معجزه: نامه‌هایی به رئیس‌جمهور | سونگ را هی    | نقش اصلی                   | [ ۶ ] [ ۷ ] |
| ۲۰۲۱ | خانه مرغ مگس‌خوار             | راوی          | نسخه طراحی جهانی           | [ ۸ ]       |
| ۲۰۲۱ | یک پایان سال رنگارنگ         | سو یون        | نقش اصلی                   | [ ۹ ]       |
| ۲۰۲۲ | مأموریت محرمانه ۲: بین‌المللی | پارک مین یونگ | نقش اصلی                   | [ ۱۰ ]      |
| ن/م  | قرار در ساعت ۲               | جونگ سون جی   | نقش اصلی                   | [ ۱۱ ]      |

## مجموعه تلویزیونی
| سال     | عنوان                           | شبکه         | نقش                        | توضیحات                        | منابع         |
| ------- | ------------------------------- | ------------ | -------------------------- | ------------------------------ | ------------- |
| ۲۰۰۷    | ۹ آخر ۲ بیرون                   | ام‌بی‌سی       | شین جو یونگ                |                                | [ ۱۲ ]        |
| ۲۰۰۸    | ازدواج توقف‌ناپذیر               | کی‌بی‌اس۲      | هفتمین پرنسس بولگوانگ-دونگ | حضور افتخاری (قسمت ۶۴)         |               |
| ۲۰۰۸    | زن زیبایی بی‌همتا، پارک جونگ گوم | ام‌بی‌سی       | می ئه                      | حضور افتخاری (قسمت ۱۹، ۲۰، ۲۳) | [ ۱۳ ]        |
| ۲۰۰۸–۰۹ | تو سرنوشت منی                   | کی‌بی‌اس۱      | جانگ سه بیوک               |                                | [ ۱۴ ]        |
| ۲۰۰۹    | مرد سیندرلایی                   | ام‌بی‌سی       | سو یو جین                  |                                | [ ۱۵ ] [ ۱۶ ] |
| ۲۰۱۲    | باران عشق                       | کی‌بی‌اس۲      | کیم یون هی / جونگ ها نا    |                                | [ ۱۷ ] [ ۱۸ ] |
| ۲۰۱۳–۱۴ | نخست‌وزیر و من                   | کی‌بی‌اس۲      | نام دا جونگ                |                                | [ ۱۹ ]        |
| ۲۰۱۵    | چون اولین باره                  | آن‌استایل     | ایم یون آه                 | حضور افتخاری (قسمت ۱)          | [ ۲۰ ]        |
| ۲۰۱۶    | خدای جنگ ژائو یون               | هونان تلویژن | شیاهو چینگ‌یی / ما یورو     | درام چینی                      | [ ۲۱ ]        |
| ۲۰۱۶    | کی۲                             | تی‌وی‌ان       | گو آن نا                   |                                | [ ۲۲ ] [ ۲۳ ] |
| ۲۰۱۷    | پادشاه عاشق                     | ام‌بی‌سی       | اون سان / سو هوا           |                                | [ ۲۴ ] [ ۲۵ ] |
| ۲۰۲۰–۲۱ | هیس                             | جی‌تی‌بی‌سی     | لی جی سو                   |                                | [ ۲۶ ]        |
| ۲۰۲۲    | دهن لق                          | ام‌بی‌سی       | گو می هو                   |                                | [ ۲۷ ]        |
| ۲۰۲۳    | پادشاه سرزمین                   | جی‌تی‌بی‌سی     | چون سا رانگ                |                                | [ ۲۸ ]        |

## مجموعه اینترنتی
| سال  | عنوان        | شبکه   | نقش        | توضیحات                                                         | منابع  |
| ---- | ------------ | ------ | ---------- | --------------------------------------------------------------- | ------ |
| ۲۰۱۵ | عشق تابستانی | یوتیوب | ایم یون آه | اینس‌فیری و اینسایت تی‌وی چنل درام تبلیغاتی برای محصولات اینس‌فیری | [ ۲۹ ] |

## ریالیتی شو
| سال  | عنوان                  | شبکه     | نقش      | منابع  |
| ---- | ---------------------- | -------- | -------- | ------ |
| ۲۰۱۰ | فمیلی اوتینگ ۲         | اس‌بی‌اس   | عضو ثابت | [ ۳۰ ] |
| ۲۰۱۸ | هوم استی هیوری (فصل ۲) | جی‌تی‌بی‌سی | عضو ثابت | [ ۳۱ ] |

## میزبان
| سال  | عنوان                                        | شبکه   | توضیحات                                     | منابع  |
| ---- | -------------------------------------------- | ------ | ------------------------------------------- | ------ |
| ۲۰۰۹ | جوایز سرگرمی کی‌بی‌اس                          | کی‌بی‌اس | همراه لی کیونگ-کیو و لی جی-ئه               | [ ۳۲ ] |
| ۲۰۱۰ | جشنواره جام جهانی                            | اس‌بی‌اس | همراه کیم یونگ-مان و یون هیون-جین           | [ ۳۳ ] |
| ۲۰۱۰ | کنسرت اشتراک گذاری عشق                       | اس‌بی‌اس | همراه جونگ یونگ-هوا و جو کوان               | [ ۳۴ ] |
| ۲۰۱۱ | جوایز سرگرمی کی‌بی‌اس                          | کی‌بی‌اس | همراه شین دونگ یوپ و لی جی-ئه               | [ ۳۵ ] |
| ۲۰۱۱ | اس‌بی‌اس گایو دجون                             | اس‌بی‌اس | همراه لی سونگ-گی و سونگ جی-هیو              | [ ۳۶ ] |
| ۲۰۱۲ | جشنواره آهنگ کی‌بی‌اس                          | کی‌بی‌اس | همراه سونگ شی-کیونگ و جونگ یونگ-هوا         | [ ۳۷ ] |
| ۲۰۱۳ | جوایز درامای کی‌بی‌اس                          | کی‌بی‌اس | همراه لی می-سوک، شین هیون-جون و جو سانگ-ووک | [ ۳۸ ] |
| ۲۰۱۳ | کنسرت دوستانهٔ کره-چین                        | —      | همراه اوک تک-یون و چو کیوهیون (در پکن، چین) | [ ۳۹ ] |
| ۲۰۱۴ | جشنواره آهنگ کی‌بی‌اس                          | کی‌بی‌اس | همراه لی هوی-جه و اوک تک-یون                | [ ۴۰ ] |
| ۲۰۱۵ | کنسرت صلح دی‌ام‌زد                             | ام‌بی‌سی | همراه کیم سونگ-جو                           | [ ۴۱ ] |
| ۲۰۱۵ | ام‌بی‌سی گایو دججون                            | ام‌بی‌سی | همراه کیم سونگ-جو                           | [ ۴۲ ] |
| ۲۰۱۶ | جوایز زنان در فیلم                           | —      | در آرت‌ناین در سئول                          | [ ۴۳ ] |
| ۲۰۱۶ | ام‌بی‌سی گایو دججون                            | ام‌بی‌سی | همراه کیم سونگ-جو                           | [ ۴۴ ] |
| ۲۰۱۷ | بیست و دومین جشنواره بین‌المللی فیلم بوسان    | —      | همراه جانگ دونگ-گون                         | [ ۴۵ ] |
| ۲۰۱۷ | المپیک زمستانی پیونگ‌چانگ جی-۱۰۰ کنسرت کی-پاپ | اس‌بی‌اس | همراه به سونگ-جه                            | [ ۴۶ ] |
| ۲۰۱۷ | ام‌بی‌سی گایو دججون                            | ام‌بی‌سی | همراه سوهو و چا اون-وو                      | [ ۴۷ ] |
| ۲۰۱۸ | ام‌بی‌سی گایو دججون                            | ام‌بی‌سی | همراه نو هونگ چول، چوی مین-هو و چا اون-وو   | [ ۴۸ ] |
| ۲۰۱۹ | ام‌بی‌سی گایو دججون                            | ام‌بی‌سی | همراه چا اون-وو و جانگ سونگ-کیو             | [ ۴۹ ] |
| ۲۰۲۰ | ام‌بی‌سی گایو دججون                            | ام‌بی‌سی | همراه جانگ سونگ-کیو و کیم سون هو            | [ ۵۰ ] |
| ۲۰۲۱ | ام‌بی‌سی گایو دججون                            | ام‌بی‌سی | همراه لی جونهو و جانگ سونگ-کیو              | [ ۵۱ ] |